# Giovanni Perissinotto (calciatore)
Giovanni Perissinotto (Fossalta di Piave, 5 febbraio 1925 – San Donà di Piave, 31 gennaio 2017) è stato un calciatore e allenatore di calcio italiano, di ruolo attaccante.

## Carriera
Ala, Giovanni Perissinotto inizia a giocare giovanissimo nella squadra della sua città, il San Donà. È il periodo della seconda guerra mondiale, i campionati sono limitati a quelli locali. Terminato il conflitto bellico partecipa con il San Donà al campionato di Serie C. Nelle tre stagioni con i biancocelesti metterà a segno complessivamente 39 reti. 
Nella stagione 1948-49 si attua la riforma dei campionati e Perissinotto si trasferisce alla Mestrina ammessa al nuovo campionato di Serie C, strutturato in quattro gironi nazionali. Anche con i mestrini si dimostrerà un valido attaccante tanto che al termine della stagione si trasferirà con i suoi compagni di reparto Stelio Darin e Silvano Dalle Vacche all'Udinese vincitrice del girone B di Serie C e neo promossa nel campionato cadetto.
È un momento brillante della carriera di Perissinotto tanto che con l'Udinese sarà tra i protagonisti della prima storica promozione dei friulani in Serie A. In quella vincente stagione di Serie B Perissinotto segna 7 reti nei 31 incontri disputati. Anche in Serie A  Perissinotto lascerà una firma importante nella storia bianconera dato che suo è il primo gol dei friulani nella massima serie. Lo segna nella prima giornata, il 10 settembre 1950, quando i friulani vengono pesantemente sconfitti in casa del Milan per 6-2, rossoneri che in quella stagione riusciranno a vincere lo scudetto anche grazie al celebre tridente d'attacco noto come Gre-No-Li. In quel primo campionato di Serie A Perissinotto totalizzerà 33 presenze segnando 10 reti.
A fine stagione viene ceduto alla Roma che nella stagione precedente era stata inopinatamente retrocessa tra i cadetti. Con i giallorossi vince il campionato di Serie B 1951-1952 dopo un duello all'ultimo respiro con il Brescia. Con la Roma disputa anche i due successivi campionati di Serie A cogliendo due sesti posti, avendo come compagni di squadra giocatori del calibro di Egisto Pandolfini e nella seconda stagione anche del campione del mondo Alcides Ghiggia. Con i giallorossi complessivamente gioca in serie A 42 volte segnando 10 reti, mentre in serie B le presenze sono state 19 con 5 reti.
Nell'estate 1954 torna all'Udinese, dove è parte di quella squadra che coglie un incredibile secondo posto nel campionato di Serie A 1954-1955, poi vanificato dalla retrocessione a tavolino per illecito sportivo. Problemi ad un ginocchio condizionarono parecchio questa sua seconda esperienza all'Udinese tanto da essere costretto a subire due operazioni.  Nel campionato di Serie B 1955-56 non registrerà alcuna presenza mentre nel successivo campionato di Serie A 1956-57 solo nell'ultima giornata scende in campo nella trasferta in casa del Torino. Il 16 giugno 1957 si chiude così la carriera di Perissinotto nelle massime categorie nazionali. Con l'Udinese ha totalizzato 49 presenze in serie A con 11 reti, mentre in serie B le presenze sono state 31 con 7 reti.
I guai fisici lo hanno costretto a lasciare il calcio di vertice, ma nel novembre 1957 tornato nella sua città viene convinto a guidare dalla panchina il San Donà. La forza di attrazione del campo è però troppo forte tanto che inizia con il dividersi nel doppio ruolo di allenatore-giocatore. Per lui fu una seconda giovinezza, dopo aver vinto consecutivamente il Campionato Dilettanti 1958-1959 e Prima Categoria Veneto 1959-1960 riuscì a portare il San Donà in Serie D. Alla guida del San Donà anche nel campionato di Serie D 1960-1961 ebbe modo di fare esordire in prima squadra giocatori che poi arrivarono sino alla massima serie quali Elvio Salvori, Angelo Cereser e Enzo Ferrari. Passato allo Jesolo nella Prima Categoria 1961-1962 ricoprendo sempre il doppio ruolo di allenatore-giocatore, dopo solo un anno tornerà al San Donà dove all'età di 38 anni concluderà la propria carriera di calciatore, continuando saltuariamente quella di allenatore.

## Palmarès

### Club

#### Competizioni nazionali
- Campionato italiano di Serie B: 1

Roma: 1951-1952

#### Competizioni regionali
- Campionato Dilettanti: 1

Sandonà: 1958-1959
- Prima Categoria: 1

Sandonà: 1959-1960

## Statistiche

### Presenze e reti nei club
| Stagione          | Squadra           | Campionato        | Campionato | Campionato | Coppa Italia | Coppa Italia | Coppa Italia | Coppe europee | Coppe europee | Coppe europee | Altre coppe | Altre coppe | Altre coppe | Totale | Totale |
| Stagione          | Squadra           | Comp              | Pres       | Reti       | Comp         | Pres         | Reti         | Comp          | Pres          | Reti          | Comp        | Pres        | Reti        | Pres   | Reti   |
| ----------------- | ----------------- | ----------------- | ---------- | ---------- | ------------ | ------------ | ------------ | ------------- | ------------- | ------------- | ----------- | ----------- | ----------- | ------ | ------ |
| 1945-1946         | Sandonà 1922      | C                 | 21         | 5          | -            | -            | -            | -             | -             | -             | -           | -           | -           | 21     | 5      |
| 1946-1947         | Sandonà 1922      | C                 | 30         | 20         | -            | -            | -            | -             | -             | -             | -           | -           | -           | 30     | 20     |
| 1947-1948         | Sandonà 1922      | C                 | 30         | 14         | -            | -            | -            | -             | -             | -             | -           | -           | -           | 30     | 14     |
| Parziale San Donà | Parziale San Donà | Parziale San Donà | 81         | 39         |              | -            | -            |               | -             | -             |             | -           | -           | 81     | 39     |
| 1948-1949         | Mestrina          | C                 | ?          | ?          | -            | -            | -            | -             | -             | -             | -           | -           | -           | ?      | ?      |
| Totale Mestrina   | Totale Mestrina   | Totale Mestrina   | ?          | ?          |              | -            | -            |               | -             | -             |             | -           | -           | ?      | ?      |
| 1949-1950         | Udinese           | B                 | 31         | 7          | -            | -            | -            | -             | -             | -             | -           | -           | -           | 31     | 7      |
| 1950-1951         | Udinese           | A                 | 33         | 10         | -            | -            | -            | -             | -             | -             | -           | -           | -           | 33     | 10     |
| Parziale Udinese  | Parziale Udinese  | Parziale Udinese  | 64         | 17         |              | -            | -            |               | -             | -             |             | -           | -           | 64     | 17     |
| 1951-1952         | Roma              | B                 | 19         | 5          | -            | -            | -            | -             | -             | -             | -           | -           | -           | 19     | 5      |
| 1952-1953         | Roma              | A                 | 18         | 7          | -            | -            | -            | -             | -             | -             | -           | -           | -           | 18     | 7      |
| 1953-1954         | Roma              | A                 | 24         | 3          | -            | -            | -            | -             | -             | -             | -           | -           | -           | 24     | 3      |
| Totale Roma       | Totale Roma       | Totale Roma       | 61         | 15         |              | -            | -            |               | -             | -             |             | -           | -           | 61     | 15     |
| 1954-1955         | Udinese           | A                 | 15         | 1          | -            | -            | -            | -             | -             | -             | -           | -           | -           | 15     | 1      |
| 1955-1956         | Udinese           | B                 | 0          | 0          | -            | -            | -            | -             | -             | -             | -           | -           | -           | 0      | 0      |
| 1956-1957         | Udinese           | A                 | 1          | 0          | -            | -            | -            | -             | -             | -             | -           | -           | -           | 1      | 0      |
| Totale Udinese    | Totale Udinese    | Totale Udinese    | 80         | 18         |              | -            | -            |               | -             | -             |             | -           | -           | 80     | 18     |
| 1957-1958         | Sandonà 1922      | F                 | 16         | 6          | -            | -            | -            | -             | -             | -             | -           | -           | -           | 16     | 6      |
| 1958-1959         | Sandonà 1922      | E                 | 30         | 17         | -            | -            | -            | -             | -             | -             | -           | -           | -           | 30     | 17     |
| 1959-1960         | Sandonà 1922      | E                 | 29         | 6          | -            | -            | -            | -             | -             | -             | -           | -           | -           | 29     | 6      |
| 1960-1961         | Sandonà 1922      | D                 | 29         | 6          | -            | -            | -            | -             | -             | -             | -           | -           | -           | 29     | 6      |
| Parziale San Donà | Parziale San Donà | Parziale San Donà | 181        | 68         |              | -            | -            |               | -             | -             |             | -           | -           | 181    | 68     |
| 1961-1962         | Jesolo            | E                 | ?          | ?          | -            | -            | -            | -             | -             | -             | -           | -           | -           | ?      | ?      |
| Totale Jesolo     | Totale Jesolo     | Totale Jesolo     | ?          | ?          |              | -            | -            |               | -             | -             |             | -           | -           | ?      | ?      |
| 1962-1963         | Sandonà 1922      | D                 | 24         | 2          | -            | -            | -            | -             | -             | -             | -           | -           | -           | 24     | 2      |
| Totale San Donà   | Totale San Donà   | Totale San Donà   | 205        | 70         |              | -            | -            |               | -             | -             |             | -           | -           | 205    | 70     |
| Totale            | Totale            | Totale            | ?          | ?          |              | -            | -            |               | -             | -             |             | -           | -           | ?      | ?      |